# Coleford
Coleford este un oraș în comitatul Gloucestershire, regiunea South West, Anglia. Orașul se află în districtul Forest of Dean a cărui reședință este.